# Frenchville
Frenchville és una població dels Estats Units a l'estat de Maine (EUA). Segons el cens del 2000 tenia 1.225 habitants.

## Demografia
Segons el cens del 2000, Frenchville tenia 1.225 habitants, 478 habitatges, i 356 famílies. La densitat de població era de 16,6 habitants/km².
Dels 478 habitatges en un 32,4% hi vivien nens de menys de 18 anys, en un 66,7% hi vivien parelles casades, en un 4,8% dones solteres, i en un 25,5% no eren unitats familiars. En el 23% dels habitatges hi vivien persones soles el 9% de les quals corresponia a persones de 65 anys o més que vivien soles. El nombre mitjà de persones vivint en cada habitatge era de 2,48 i el nombre mitjà de persones que vivien en cada família era de 2,92.
Per edats la població es repartia de la següent manera: un 23,8% tenia menys de 18 anys, un 5,1% entre 18 i 24, un 28,5% entre 25 i 44, un 26,4% de 45 a 60 i un 16,2% 65 anys o més.
L'edat mediana era de 41 anys. Per cada 100 dones de 18 o més anys hi havia 97,3 homes.
La renda mediana per habitatge era de 33.214 $ i la renda mediana per família de 39.643 $. Els homes tenien una renda mediana de 39.423 $ mentre que les dones 20.625 $. La renda per capita de la població era de 17.127 $. Entorn del 7,9% de les famílies i el 9,8% de la població estaven per davall del llindar de pobresa.